# Cigla
Cigla, russinisch Цигла/Zyhla (bis 1927 slowakisch „Cigľa“; ungarisch Cigla) ist eine Gemeinde im Nordosten der Slowakei mit 79 Einwohnern (Stand 31. Dezember 2024), die im Okres Svidník, einem Kreis des Prešovský kraj sowie in der traditionellen Landschaft Šariš liegt.

## Geographie

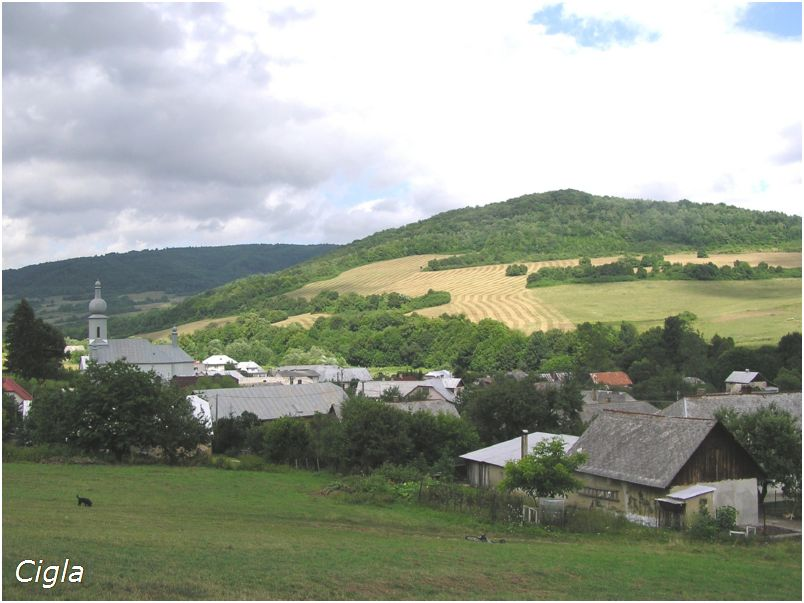
Cigla

Die Gemeinde befindet sich in den Niederen Beskiden im Bergland Ondavská vrchovina, im Tal und am Oberlauf der Ondava. Das Ortszentrum liegt auf einer Höhe von 330 m n.m. und ist 16 Kilometer von Svidník entfernt (Straßenentfernung).
Nachbargemeinden sind Mikulášová im Norden, Dubová im Osten, Šarišské Čierne im Süden und Westen und Smilno im Nordwesten.

## Geschichte
Cigla wurde nach deutschem Recht gegründet, zum ersten Mal 1427 als Cekla schriftlich erwähnt und war Teil der Herrschaft von Makovica. 1427 wurden 44 Porta verzeichnet. Im 16. Jahrhundert war Cigla Besitz der Familie Seredy und im 19. Jahrhundert der Familie Batek.
1787 hatte die Ortschaft 40 Häuser und 229 Einwohner, 1828 zählte man 43 Häuser und 322 Einwohner, die als Landwirte und Waldarbeiter beschäftigt waren. Während des Ersten Weltkriegs wurde eine Hälfte des Ortes angezündet.
Bis 1918 gehörte der im Komitat Sáros liegende Ort zum Königreich Ungarn und kam danach zur Tschechoslowakei beziehungsweise heute Slowakei.  Es gab mehrere Betriebe im Ort: eine Mühle (1912–1926), eine Säge (1921–1930) und ein Pochwerk (1925–1930). Nach dem Zweiten Weltkrieg pendelte ein Teil der Einwohner zur Arbeit in Industriebetriebe in der Ostslowakei.

## Bevölkerung
| Jahr                | 1994 | 2004    | 2014     | 2024     |
| ------------------- | ---- | ------- | -------- | -------- |
| Anzahl der Personen | 86   | 80      | 97       | 79       |
| Unterschied         |      | −6,97 % | +21,25 % | −18,55 % |

| Jahr                | 2023 | 2024    |
| ------------------- | ---- | ------- |
| Anzahl der Personen | 77   | 79      |
| Unterschied         |      | +2,59 % |

Gemäß der Volkszählung 2011 wohnten in Cigla 108 Einwohner, davon 59 Slowaken, 37 Russinen, sieben Roma und zwei Ukrainer. Drei Einwohner machten keine Angabe zur Ethnie.
86 Einwohner bekannten sich zur griechisch-katholischen Kirche, sieben Einwohner zur orthodoxen Kirche sowie jeweils fünf Einwohner zur Evangelischen Kirche A. B. und zur römisch-katholischen Kirche. Ein Einwohner bekannte sich zu einer anderen Konfession und bei vier Einwohnern wurde die Konfession nicht ermittelt.

## Bauwerke
- griechisch-katholische Erzengel-Michael-Kirche im neobyzantinischen Stil aus dem Jahr 1908[6]
- griechisch-katholische Friedhofskapelle im barock-klassizistischen Stil aus den Jahren 1805–1810[7]

## Verkehr
Durch Cigla führt die Cesta III. triedy 3554 („Straße 3. Ordnung“) zwischen Šarišské Čierne und Nižný Mirošov (Anschluss an die Cesta I. triedy 77 („Straße 1. Ordnung“)).